# 프라우뮌스터
프라우뮌스터(Fraumünster, [fʁaʊ̯ˈmʏnstɐ] ; 영문: Women's Minster, 그러나 종종 [Our] Lady Minster로 잘못 번역됨)는 스위스 취리히에 있는 교회로, 이전에 설립된 귀족 여성 수도원의 유적 위에 세워졌다. 853년 루도비쿠스 2세 게르마니쿠스이 그의 딸 힐데가르트를 위해 그는 베네딕토회 수녀원에 취리히, 우리, 알비스 숲의 땅을 부여하고 수녀원에 면제를 부여하여 자신의 직접적인 권한 아래에 두었다. 오늘날 취리히주의 복음주의 개혁 교회에 속해 있다. 그리고 취리히의 4개 주요 교회 중 하나이며, 나머지는 그로스뮌스터, 프레디거 및 성 베드로 교회이다.

## 역사
1045년에 헨리 3세는 수녀원에게 시장을 소유하고 통행료를 징수하고 동전을 주조할 수 있는 권한을 부여하여 수도원장을 도시의 통치자로 만들었다.
황제 프리드리히 2세는 1218년 수도원에 제국직속령를 부여하여 황제 자신을 제외한 모든 권위로부터 영토를 독립시켰고, 수도원의 정치적 권력을 강화했다. 수녀는 시장을 지명했고, 그녀는 자주 도시의 시민들에게 동전 주조를 위임했다. 이 강력한 권력의 시대에 유명한 수녀는 베치콘의 엘리자베스였다.
그러나 수녀원의 정치적 권력은 1336년 루돌프 브룬(Rudolf Brun)이 설립한 길드법(Zunftordnung)을 시작으로 14세기에 서서히 약해졌다.
수도원은 1524년 11월 30일 마지막 수도원장인 카타리나 폰 치메론(Katharina von Zimmern)의 지원을 받은 훌드리히 츠빙글리의 개혁 과정에서 해산되었다.
수도원 건물은 새로운 슈타트하우스를 위한 공간을 만들기 위해 1898년에 파괴되었다. 오늘날 교회 건물은 도시의 34개 개혁된 본당 중 한 곳의 본당 교회로 사용된다. 역사적으로 중세 도시의 주요 광장이자, 시장인 뮌스터호프는 수도원의 이름을 따서 명명되었다. 게젤샤프트 추 프라우뮌스터는 이전 수녀원의 전통을 계승하고 있다.

## 샤갈 창
수도원의 성가대에는 예술가 마르크 샤갈이 디자인하고, 1970년에 설치한 5개의 대형 스테인드글라스 창이 있다. 왼쪽(북쪽 벽)에서 오른쪽으로 5개의 작품은 다음과 같다.
- 선지자들, 엘리야의 승천을 묘사
- 야곱, 그의 전투와 천국의 꿈을 보여주는 작품
- 그리스도, 그리스도의 삶의 다양한 장면을 보여주는 작품
- 시온, 세상의 끝을 나팔 부는 천사를 보여주는 작품
- 율법, 모세가 자기 백성의 고통을 내려다보는 작품

마찬가지로 인상적인 것은 1940년 아우구스토 자코메티(Augusto Giacometti)가 만든 북쪽 트랜셉트의 9m 높이 스테인드글라스이다.

## 프라우뮌스터 지하 박물관
1900년의 마지막 보수공사 이후, 프라우뮌스터 수도원의 성가대 아래에 있는 지하실은 봉인되었고, 2016년 6월 19일부터 공개되었다. 성당의 가장 오래된 부분은 취리히의 종교개혁으로 성인에 대한 로마 가톨릭 경배가 금지될 때까지 수도원의 성유물을 보존했다. 지하묘지의 기초는 수도원이 세워진 9세기까지 거슬러 올라간다. 지하실은 취리히의 종교개혁의 역사, 건축과 지역사에 관한 전시회로 구성되어 있다. 교회가 로마네스크 양식의 성당이 원래의 건축 단계에서 현재의 고딕 양식으로 어떻게 재건되었는지, 담당 고고학자인 될프 빌트가 안내한다.

## 시설

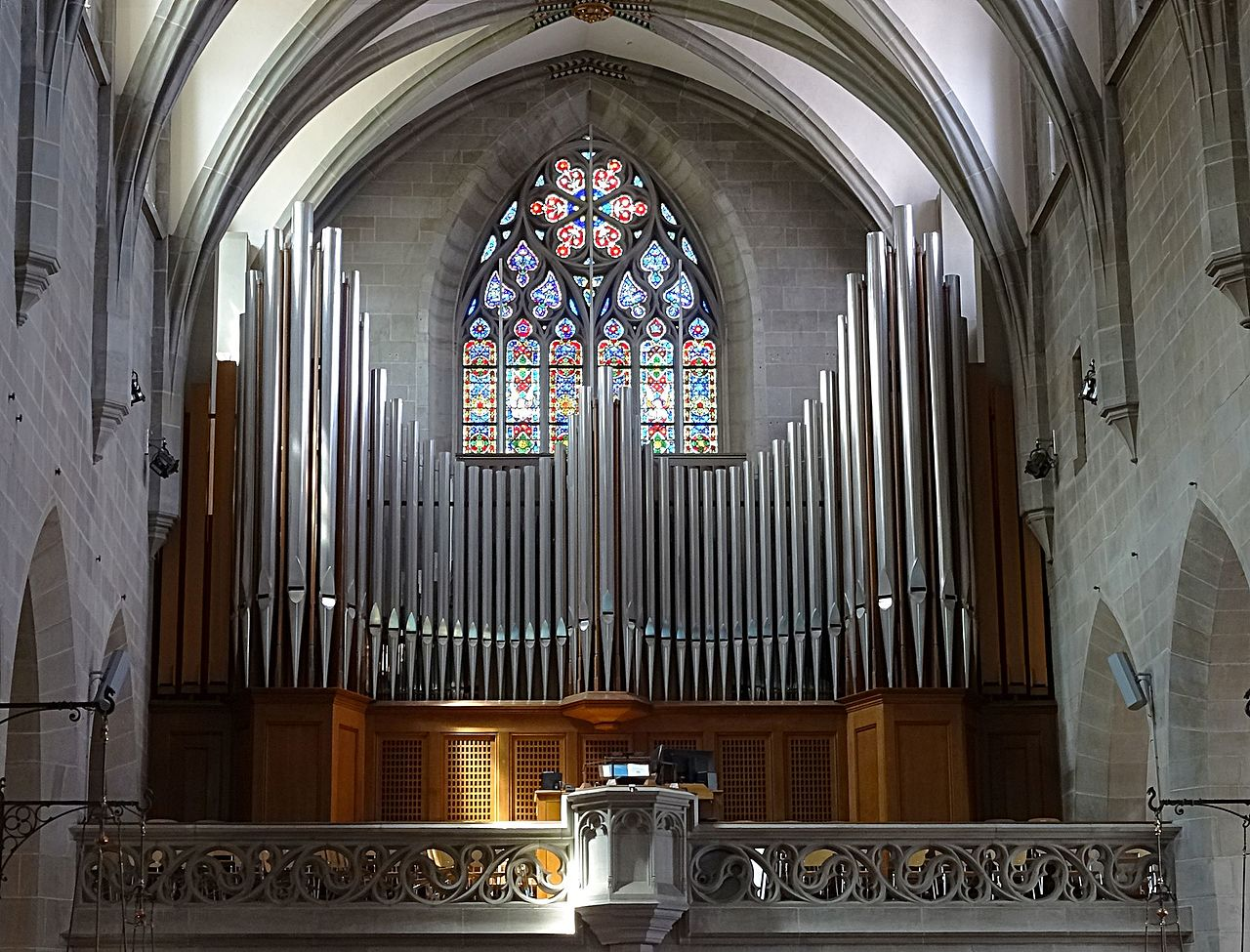
프라우뮌스터의 오르간

매년 약 500,000명의 방문객을 위해 새로운 개발된 방문객 관리가 2016년 6월에 시작되었다. 최대 60명까지의 방문객 그룹은 6월 20일부터 정해진 시간에만 예약하고 입장할 수 있다. 가이드 투어는 "속삭임" 방식으로만 허용되며 공인 투어 가이드에 의해 여름에는 각각 오전 10시부터 오후 4시까지, 봄에는 오후 5시와 오후 6시까지이다.

## 오르간
6.959개의 파이프가 있는 프라우뮌스터의 오르간은 취리히주에서 가장 큰 오르간이다.

## 갤러리

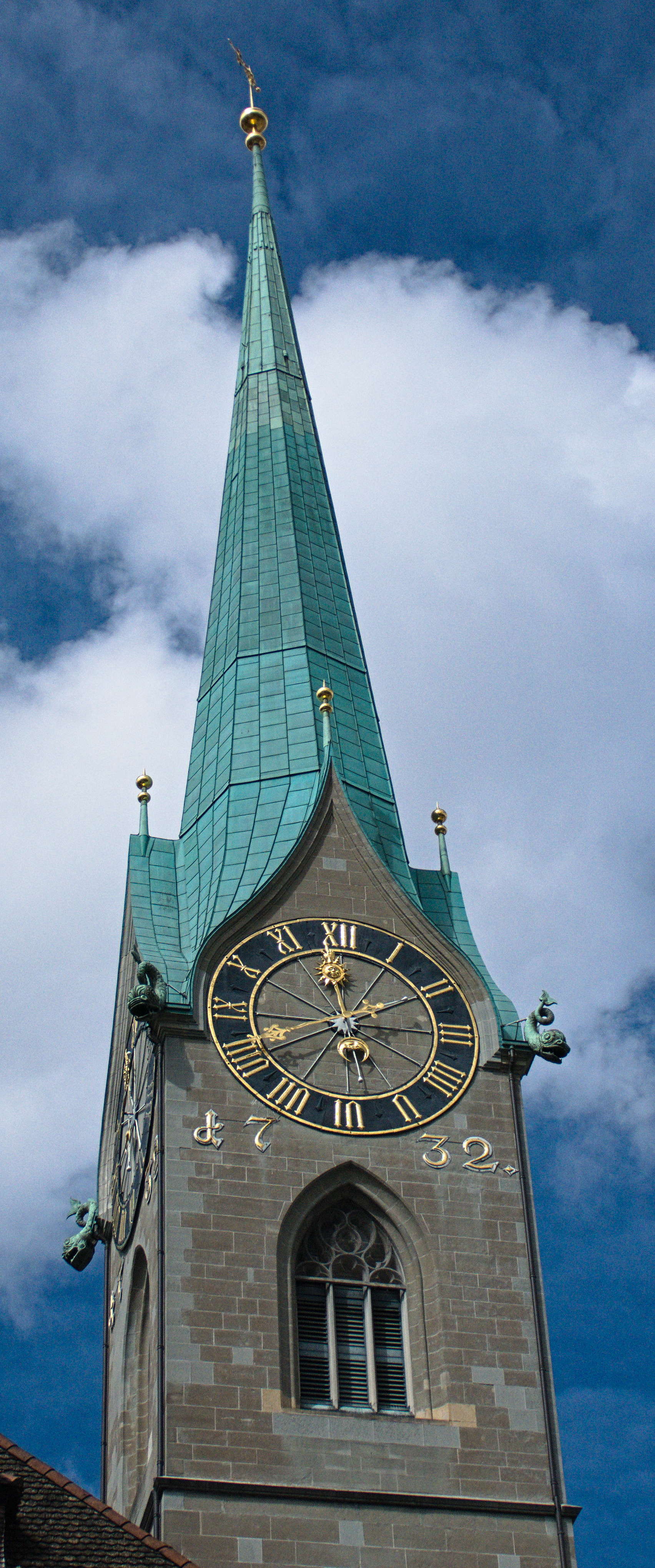
프라우뮌스터 교회탑
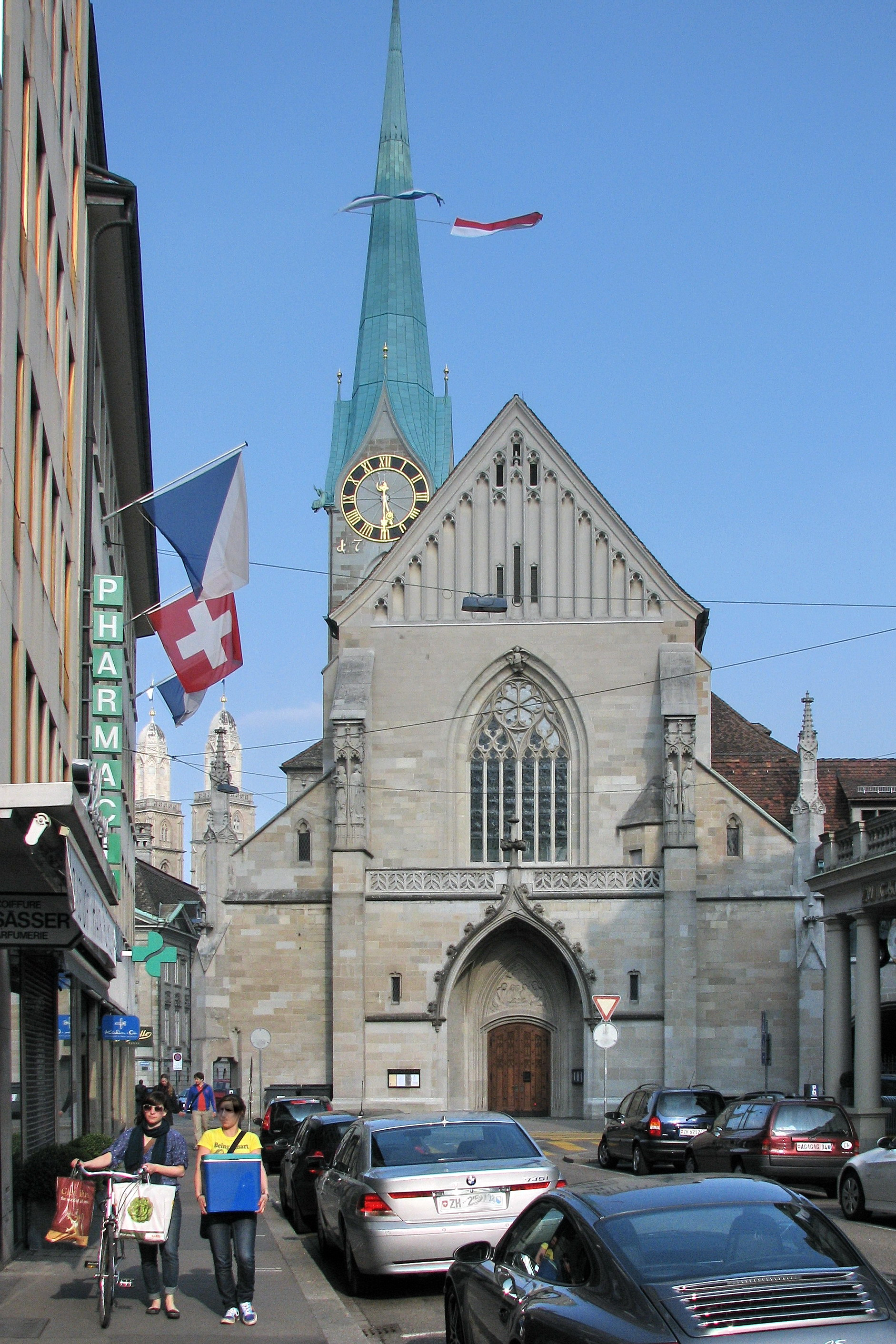
'포스트슈트라제'에서 파라데플라츠로 향하던 프라우뮌스터
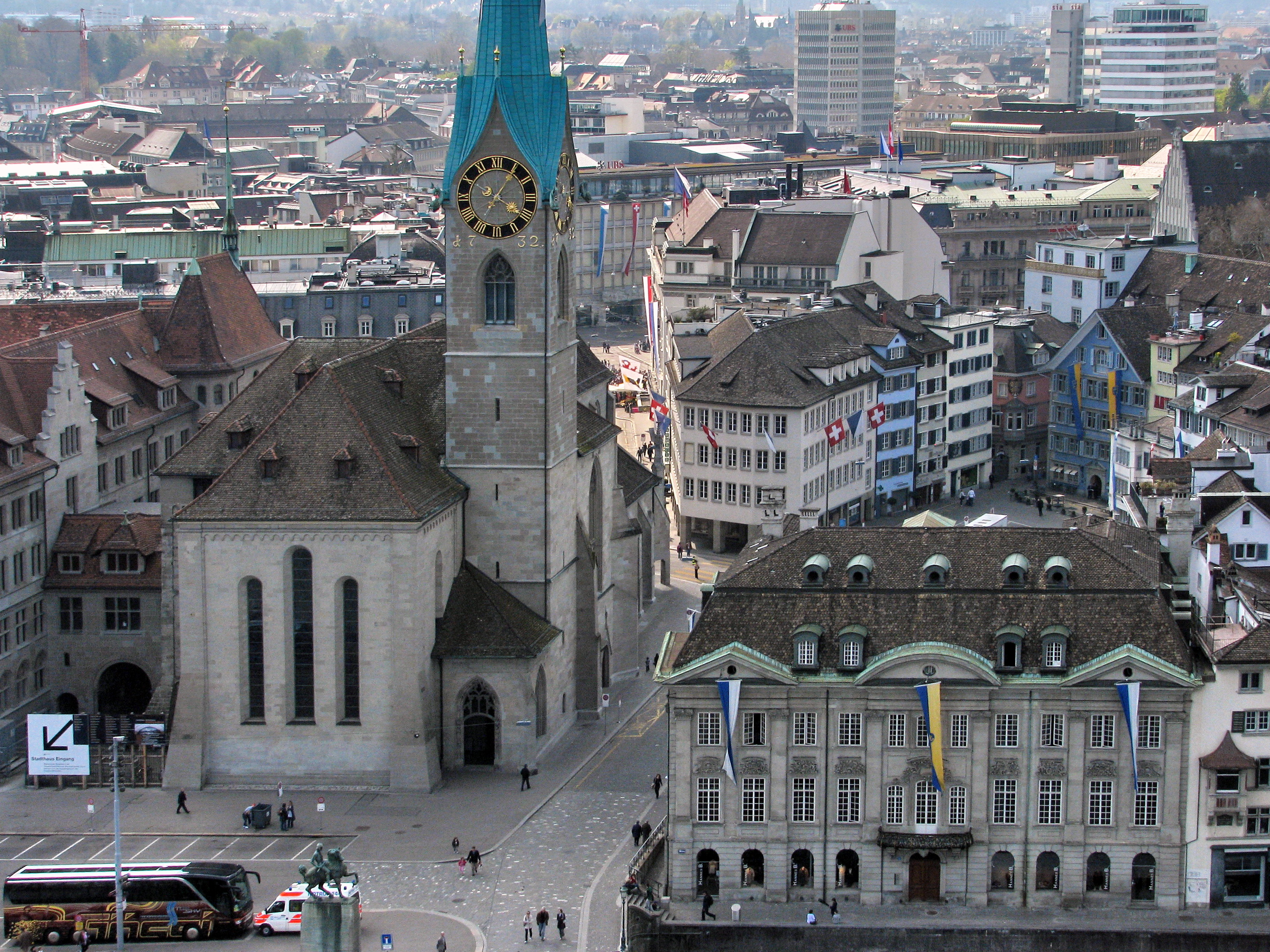
그로스뮌스터에서 본 프라우뮌스터, 뮌스터호프와 춘프하우스 추어 마이센
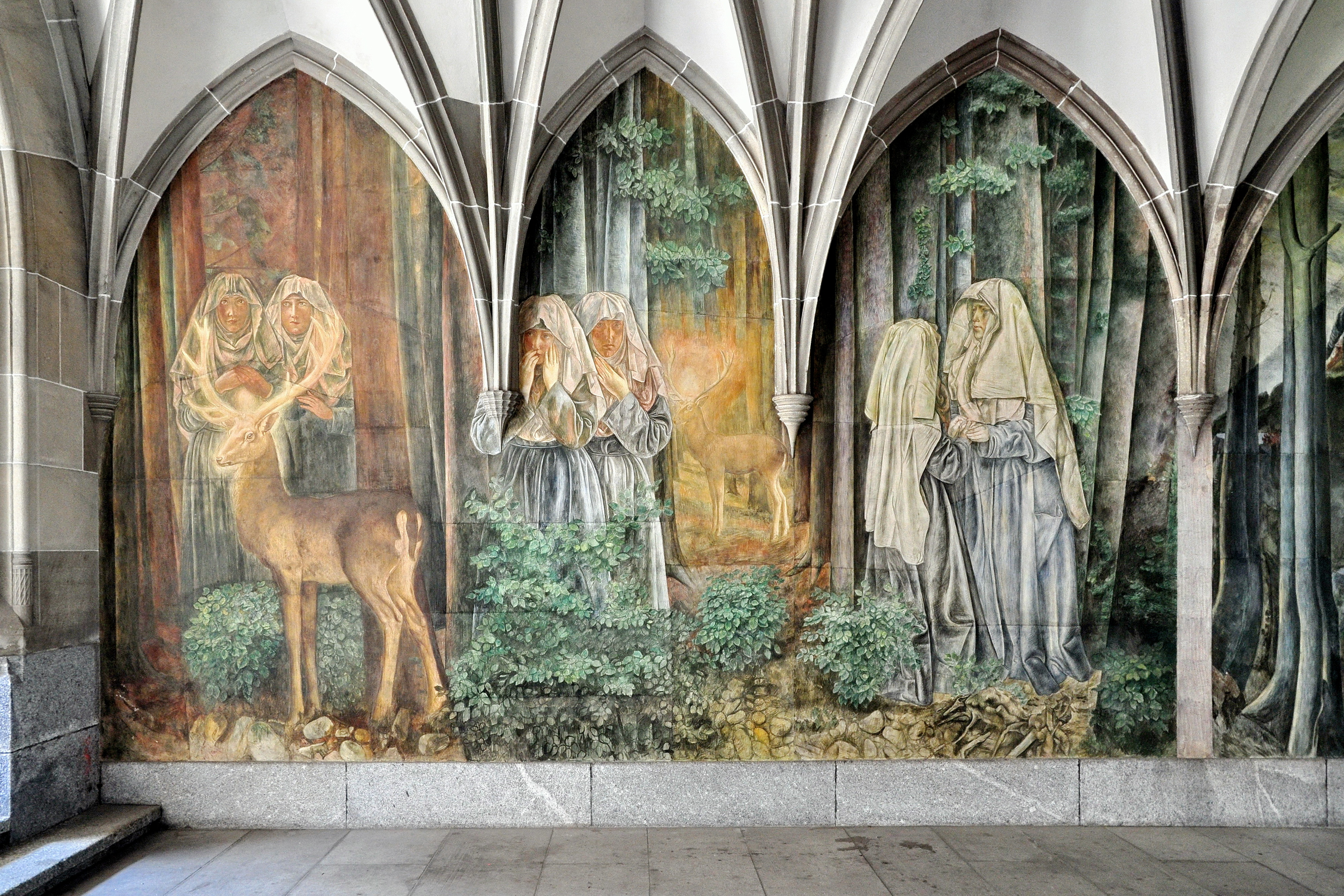
프라우뮌스터의 이전 회랑에 있는 프레스코화, 폴 보드머 작
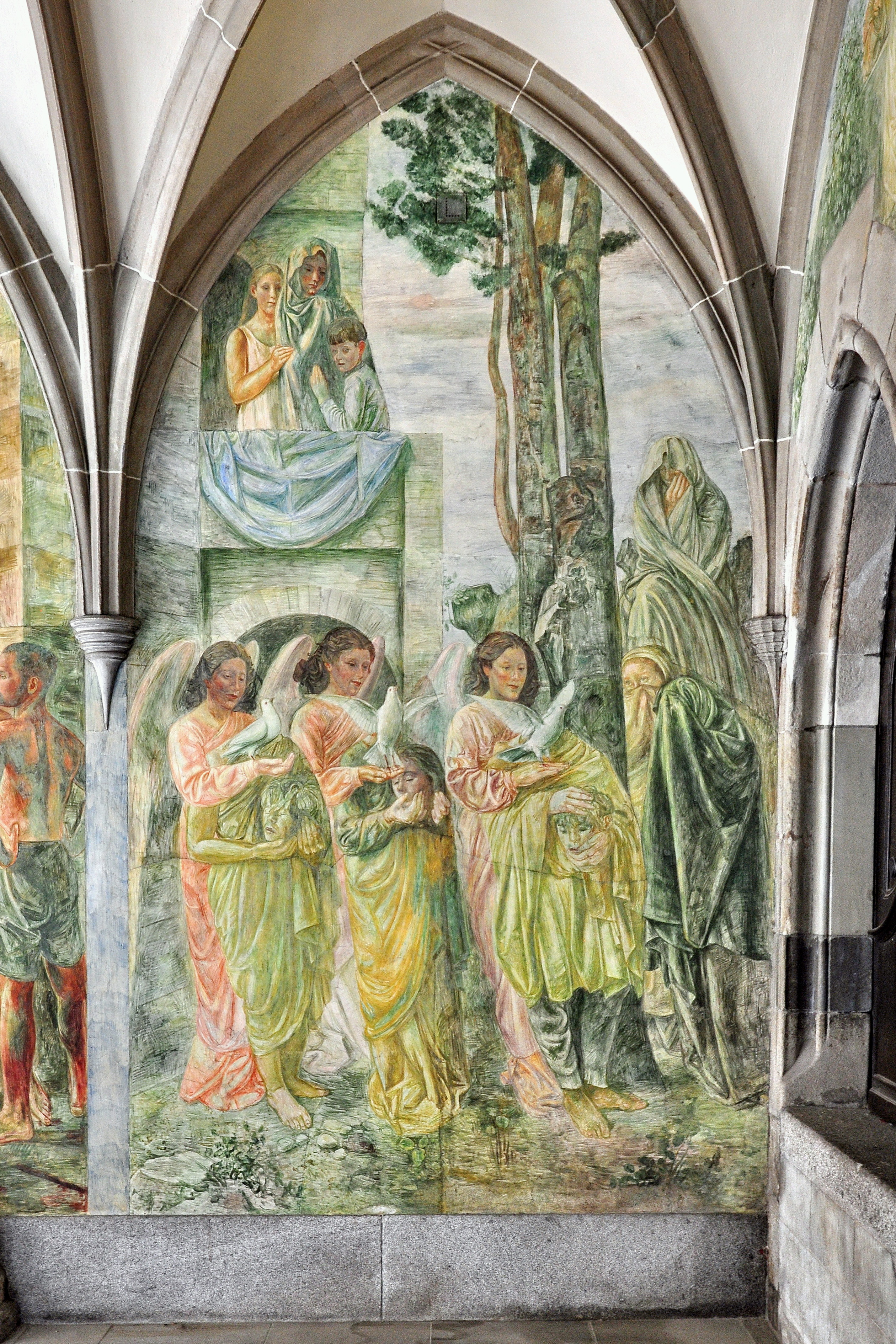
폴 보드머가 그린 프레스코화 취리히의 성인들: 엑쥐페란티우스, 펠릭스, 레굴라
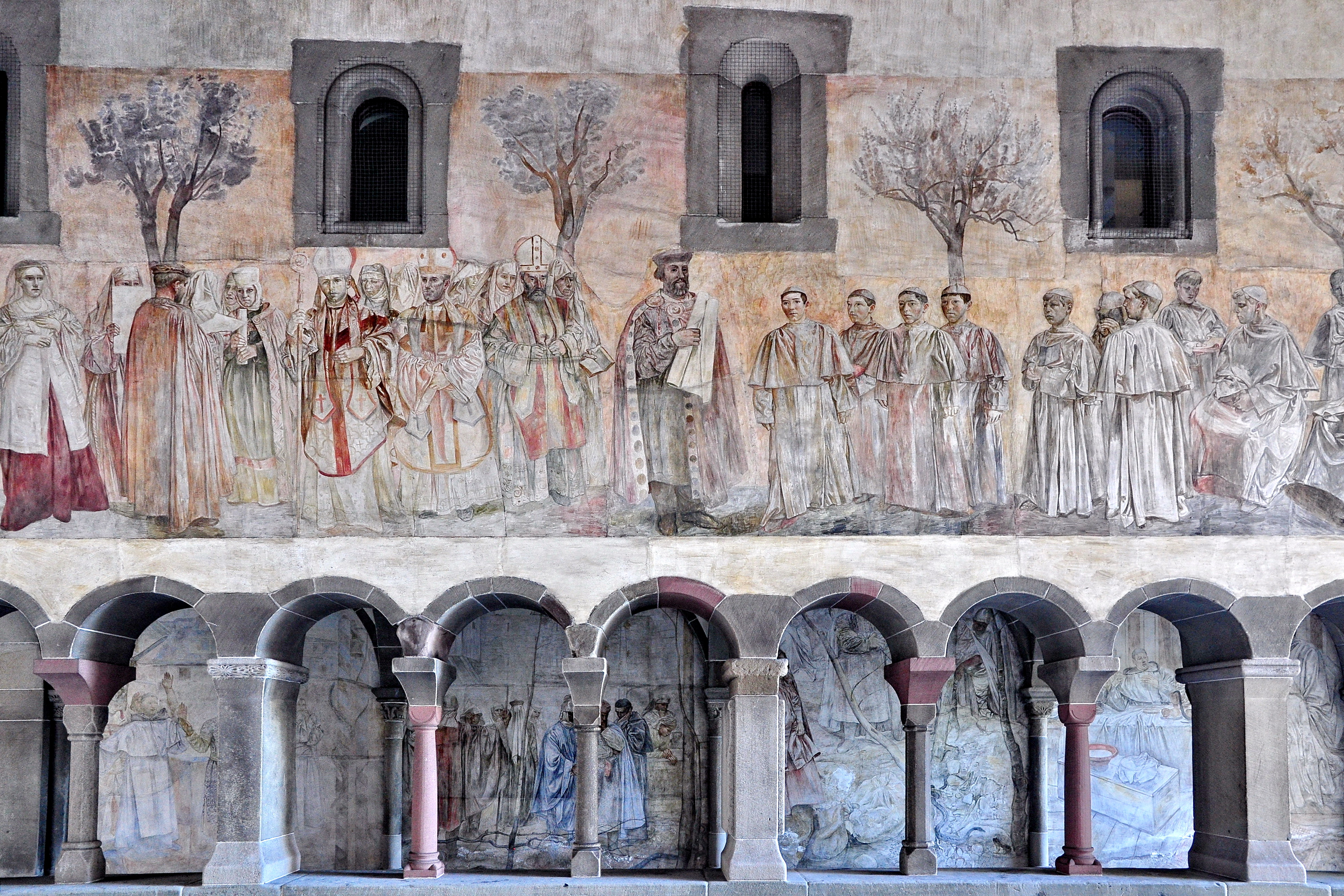
이전 회랑에 있는 폴 보더머의 프레스코

## 같이 보기
- 그로스뮌스터